# Hamilton Law
Hamilton B. Law (* 23. September 1913; † 6. August 1998) war ein US-amerikanischer Badmintonspieler. 

## Karriere
Hamilton Law gewann 1937 erstmals die offen ausgetragenen US-Meisterschaften im Mixed mit Bertha Barkhuff. Im Folgejahr siegten beide erneut im Mixed. Law war 1938 ebenfalls im Herrendoppel mit Richard Yeager erfolgreich. 1939 siegten Yeager und Law noch einmal im Doppel.

## Sportliche Erfolge
| Saison | Veranstaltung | Disziplin    | Platz | Name                           |
| ------ | ------------- | ------------ | ----- | ------------------------------ |
| 1937   | US Open       | Mixed        | 1     | Hamilton Law / Bertha Barkhuff |
| 1938   | US Open       | Mixed        | 1     | Hamilton Law / Bertha Barkhuff |
| 1938   | US Open       | Herrendoppel | 1     | Hamilton Law / Richard Yeager  |
| 1939   | US Open       | Herrendoppel | 1     | Hamilton Law / Richard Yeager  |